# Преображенский скит Данилова монастыря
Преображенский скит Данилова мужского ставропигиального монастыря г. Москвы — мужской монастырь близ села Ланьшино и деревни Подмоклово Серпуховского района Московской области. Основан в 2008 году по благословению Патриарха Московского и всея Руси Алексия II. На 2019 года братия скита состояла из 5 человек: игумена Кронида, иеромонаха Пантелеимона, монаха Спиридона, и послушников Марка и Павла.

## Храмы
- Храм в честь святителя Спиридона Тримифунтского - домовый. Богослужения в скиту закрытые, вход для женщин на них строго воспрещен[1].

## Реквизиты
- Адрес: 142200, Московская область, Серпуховский р-н, Подмоклово, Свято-Преображенский скит
- Телефон: +7 (496) 775-8228
- Сайт: http://преображенский-скит.рф/ Архивная копия от 1 января 2022 на Wayback Machine
- Настоятель: игумен Феогност

## Сноски
1. 1 2  Свято-Преображенский скит Данилова монастыря. Дата обращения: 12 апреля 2022. Архивировано 1 января 2022 года.